# Luís Flávio Cappio

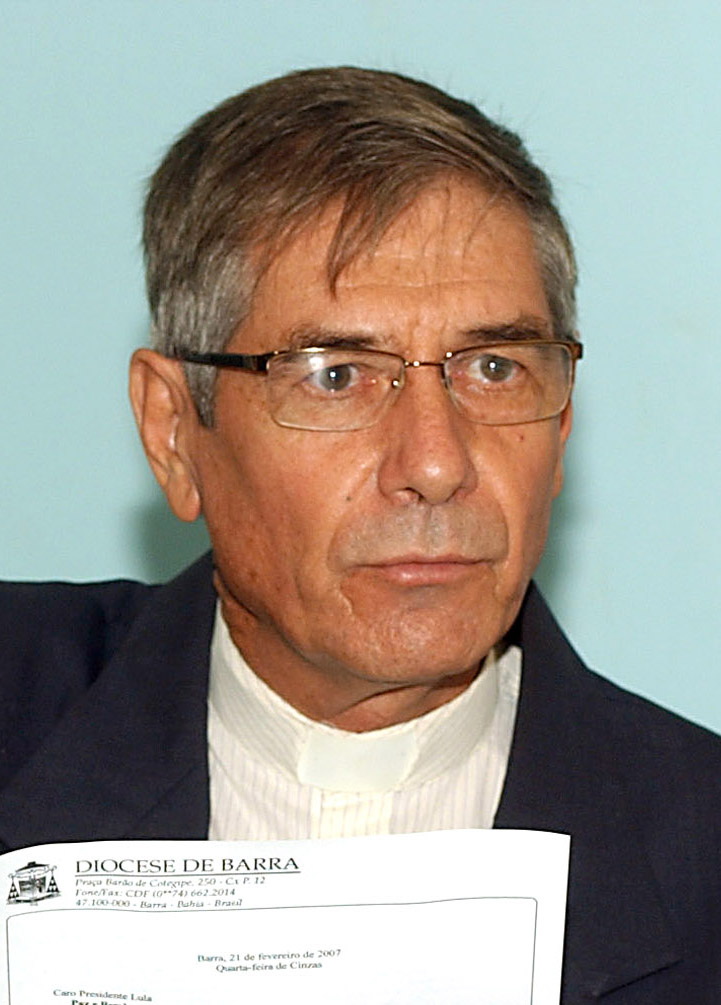
Luís Flavio Cappio

Luís Flavio Cappio OFM (* 4. Oktober 1946 in Guaratinguetá, São Paulo, Brasilien) ist ein brasilianischer römisch-katholischer Ordensgeistlicher und emeritierter Bischof von Barra. Er wurde als Umweltaktivist bekannt.

## Leben
Luís Flavio Cappio wurde am 4. Oktober 1946, dem Gedenktag des heiligen Franz von Assisi geboren.
Nach Abschluss seines Theologie- und Wirtschaftsstudiums verließ er seine wohlhabende Familie und trat der Ordensgemeinschaft der Franziskaner bei. Die Priesterweihe empfing er am 19. Dezember 1971. Bis 1974 wirkte er in der Arbeiter-Seelsorge in São Paulo, bis er in die semiaride Region des Bundesstaates Bahia aufbrach. Damals reiste er lediglich mit der Kleidung, die er am Leib trug, in die Armenregion des Nordostens ab.
Am 16. April 1997 wurde er von Papst Johannes Paul II. zum Bischof von Barra ernannt, einem Bistum in einer sehr armen Gegend am Mittellauf des Rio São Francisco in Nordost-Brasilien. Die Bischofsweihe spendete ihm am 6. Juli 1997 der Erzbischof von Aparecida, Aloísio Kardinal Lorscheider OFM; Mitkonsekratoren waren Paulo Evaristo Kardinal Arns OFM, Erzbischof von São Paulo, und sein Amtsvorgänger Itamar Navildo Vian OFMCap, Bischof von Feira de Santana.
Am 31. Mai 2023 nahm Papst Franziskus seinen altersbedingten Rücktritt an.

## Umweltengagement
Bischof Cappio (Dom Frei Luis) wurde über die Grenzen Brasiliens bekannt, als er am 4. Oktober 1992 zusammen mit drei weiteren Aktivisten, dem Soziologen Adriano Martins, Schwester Conceição und dem Bauern Orlando de Araújo, über ein ganzes Jahr hinweg eine Wallfahrt von der Quelle bis zur Mündung des 2.700 km langen Rio São Francisco machte. Mit diesem symbolischen Akt wiesen die Wallfahrer die Öffentlichkeit auf die gravierenden Probleme des Flusstals und seiner Bevölkerung hin. In einem Gottesdienst an der Quelle zu Beginn der Pilgerreise zog Bischof Cappio folgendes Resümee: „Die verzweifelte Lage im São Francisco-Tal ist Teil einer globalen Krise. Sie macht uns bewusst, dass der blinde Fortschrittsglaube zur Unterentwicklung vieler Völker geführt hat und das Leben der ganzen Erde bedroht. Es liegt an uns, weiter dem Weg des Todes zu folgen oder uns für das Leben einzusetzen.“
Die Regierung Lula trieb seit 2005 ein Projekt zur Umleitung von Teilen des Flusswassers voran. Angesichts dessen sah Dom Luís Flávio in der Tradition des gewaltfreien Protestes von Mahatma Gandhi in einem Hungerstreik die letzte Chance des Widerstandes. Am 26. September 2005 begann er sein Fasten und Beten in Cabrobó, dem Ort, an dem die Wasserentnahme für den Nordkanal gebaut werden sollte. Tausende Menschen kamen nach Cabrobó, um sich solidarisch zu zeigen, aus der ganzen Welt schickten die Menschen Briefe, um den Widerstand zu unterstützen.
Nach elf Tagen beendete er sein Fasten aufgrund des Versprechens des Präsidenten Luiz Inácio Lula da Silva, dass ein umfassender Dialogprozess mit der Bevölkerung über das Projekt der Umleitung durchgeführt werde und die Revitalisierung des Flusses Priorität habe. Dieses Abkommen wurde vom Präsidenten nicht eingehalten, was eine Reihe von Protesten und rechtlichen Einsprüchen gegen das Projekt auslöste. Stattdessen wurde das brasilianische Militär Ende Mai beauftragt, mit den Bauarbeiten zu beginnen. Es vergingen zwei Jahre vergeblicher Versuche von Organisationen der Zivilgesellschaft, einen demokratischen, transparenten und partizipativen Dialog über das Projekt zu erreichen. Nun entschloss sich Bischof Cappio, seinen Hungerstreik als Zeichen des friedlichen Widerstands gegen die Zerstörung des Rio São Francisco fortzusetzen. Er nahm am Morgen des 27. November 2007 in der São-Francisco-Kapelle in der Gemeinde Sobradinho (Bahia) am Ufer des Sobradinho Stausees sein Fasten wieder auf, bis er es am 20. Dezember 2007 nach einem Schwächeanfall beenden musste; er hatte erfahren, dass die Regierung den Weiterbau des Flussprojektes entschieden hatte. In Sobradinho zeigt sich der gravierende Zustand des Rio São Francisco und seine fehlende Wasserkapazität besonders deutlich.
In Europa hat er zahlreiche Unterstützer, unter anderem die Missionszentrale der Franziskaner und die bischöfliche Werke Adveniat und Misereor.

## Ehrungen und Auszeichnungen
- Pax-Christi-Friedenspreis 2008 für seinen Einsatz für die Landbevölkerung gegen die Umleitung des San-Francisco-Flusses[2]
- Freiburger Stiftung zur Förderung eines kantischen Weltbürger-Ethos 2009 („Kant-Weltbürgerpreis“), zusammen mit Jeff Halper, für sein „mutiges Eintreten für politisch und sozial marginalisierte Bevölkerungsgruppen“[3]
- Romero-Preis 1995 von „Sei so frei“, der entwicklungspolitischen Aktion der Katholischen Männerbewegung